# Jorma Tommila
Jorma Tommila (finnül: [ˈjo̞rmɑ ˈtomːilɑ]) (Rauma, 1959 –) finn színész. Nemzetközileg leginkább a Sisu című 2023-as filmből ismert, Aatami Korpi szerepében.
1987 óta aktív színész, 1997-ben elnyerte a legjobb színésznek járó Jussi Awards díjat a Joulubileet című karácsonyi bűnügyi vígjátékban nyújtott alakításáért. Fia, Onni Tommila szintén színész.